# Karakaj
Karakaj (v srbské cyrilici Каракај) je sídlo (ofic. osídlené místo), administrativně spadající pod město Zvornik na samém východním okraji Bosny a Hercegoviny. Název sídla znamená v překladu z turečtiny černý kámen. V roce 2013 zde žilo 3021 obyvatel.
Obec je součástí spádové oblasti Zvornika. Až do druhé světové války zde bylo velmi řídké osídlení; neexistoval zde ani jeden obchod. Za doby existence Rakousko-uherska zde existovalo vojenské cvičiště koní. V dobách existence socialistické Jugoslávie zde byly v 50. a 60. letech 20. století. vybudovány různé průmyslové závody, díky nimž vznikly nové domy a vybudovalo se současné město. Po rozpadu státu byl na mostě přes řeku Drinu, která tvoří východní hranici Bosny a Hercegoviny, otevřen hraniční přechod do Srbska. 
Po skončení války zde byla také zprovozněna i železniční trať, která spojuje města Tuzla a Zvornik. Obcí prochází také silniční tah Tuzla-Loznica, resp. další silniční tahy z oblasti severu Srbska do Bosny a Hercegoviny. 